# Canso (Nova Scotia)

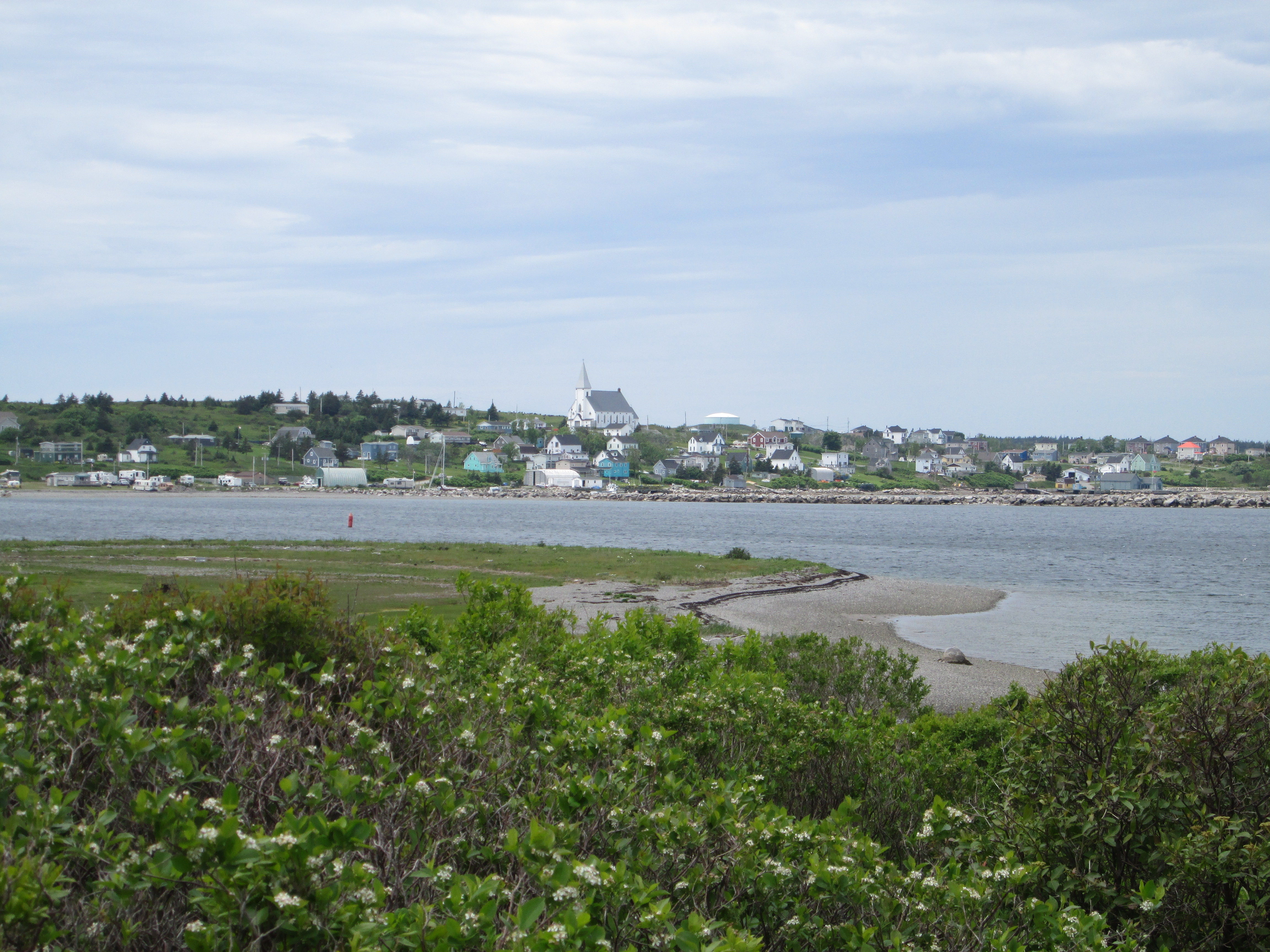
Blick auf Canso mit der Kirche Star of the Sea (2017)

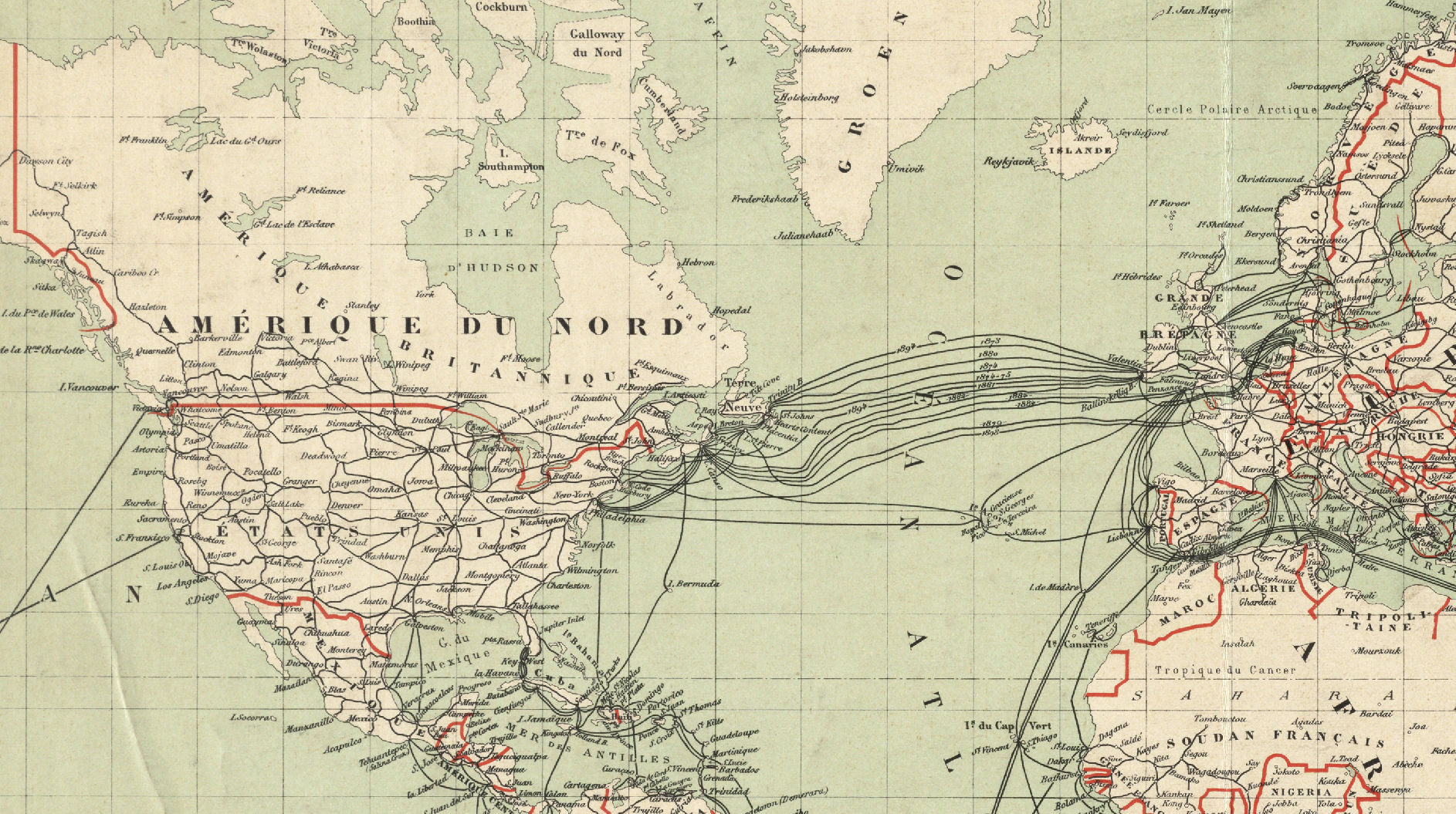
Canso als Knotenpunkt für zahlreiche Telegrafenlinien auf einer historischen Weltkarte (1903)

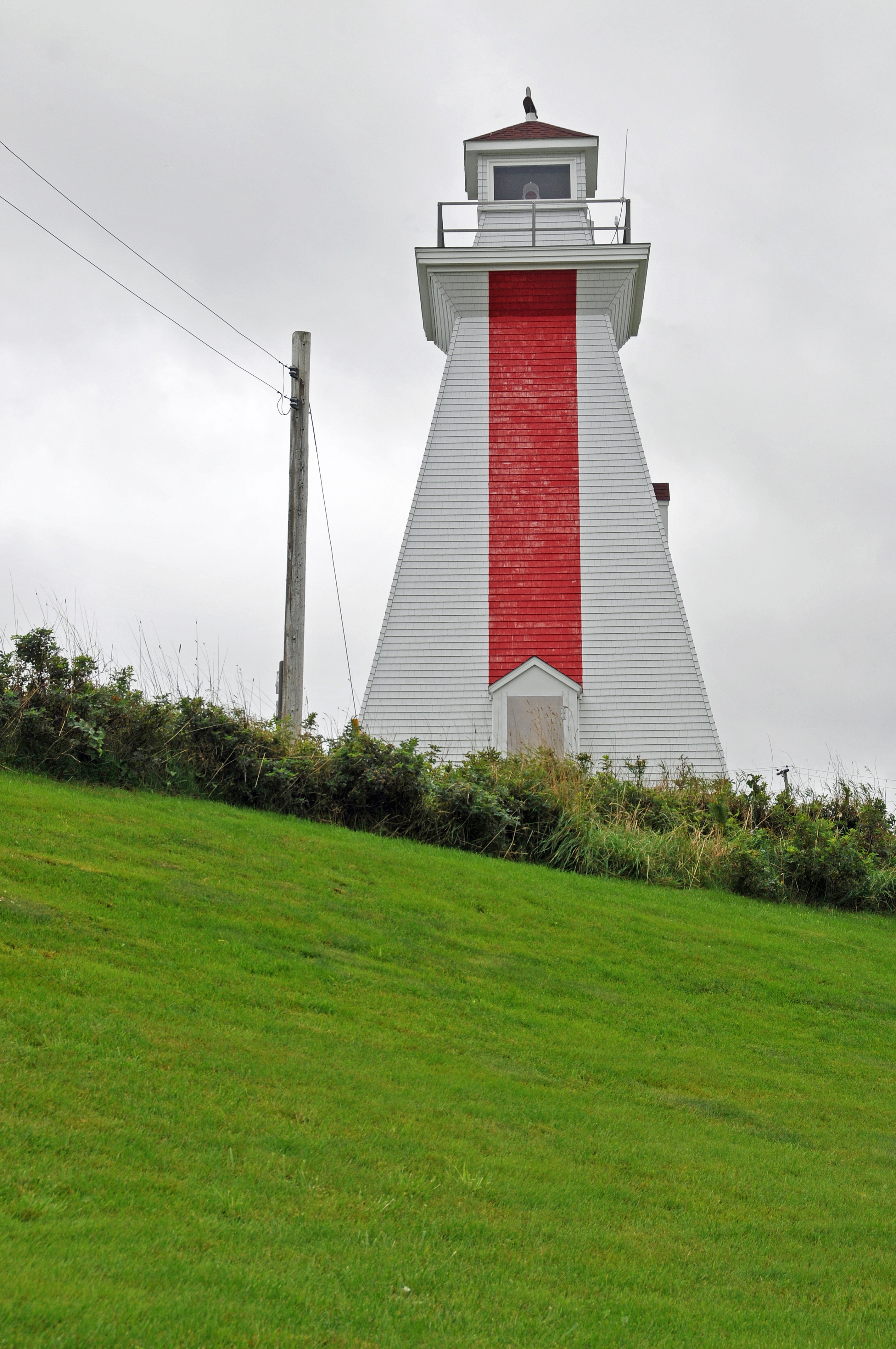
Leuchtturm am Südeingang des Hafens (2011)

Canso ist eine unselbständige Siedlung (unincorporated place) weit im Osten des kanadischen Festlands in der Provinz Nova Scotia, nur wenige Kilometer von der Kap-Breton-Insel entfernt, und Endpunkt des Nova Scotia Trunk Highway 16.

## Geschichte
Im Jahr 1604 gründeten französische Siedler hier ein Fischerdorf. Canso ist folglich eine der ältesten europäischen Siedlungen Nordamerikas. Auch auf den vorgelagerten Canso Islands befand sich bis zum 19. Jahrhundert ein bedeutendes Zentrum der Fischerei und auch dies war daher ein Ort zahlreicher Gefechte zwischen den Briten einerseits und den Franzosen sowie den Mik'maq andererseits. Zwischen 1720 und 1735 wurde dann im Dorf ein britisches Fort errichtet, das in der Folge in mehreren Konflikten eine strategische Rolle spielte. Die Überreste des Grassy Island Fort wurden wegen ihrer Bedeutung im Jahr 1962 zu einer nationalen historischen Stätte ernannt.
Um 1900 wurde hier das für den internationalen Telegrafenverkehr benötigte transatlantische Seekabel aus Europa angelandet und am 31. Oktober 1902 wurde über dieses Kabel das erste weltumrundende Telegramm übertragen.
Heute ist Canso ein zum Guysborough County gehörendes eher ruhiges Fischerdorf. Nachdem die Einwohnerzahl auf inzwischen weniger als tausend abgesunken war, verlor Canso im Januar 2012 den Rang einer Stadt (town). Neben der einzigartigen Landschaft gibt es hier einige Museen,  Leuchttürme sowie Strandpromenaden. Der Ort ist auch für seine Musikveranstaltungen bekannt, wie das jährlich stattfindende Stan Rogers Folk Festival.
Zukünftig wird ein Gelände bei Canso für die Firma Maritime Launch Services als Standort für Kanadas erste Raketenstartanlage ausgebaut, den Spaceport Nova Scotia.